# Potamogeton × rectifolius
Potamogeton × rectifolius là một loài thực vật có hoa lai ghép trong họ Potamogetonaceae. Loài này được A.Benn. miêu tả khoa học đầu tiên năm 1902.